# Eidsvoll 1814s
Die Eidsvoll 1814s (auch als Eidsvoll 1814’s bezeichnet) sind ein American-Football-Team aus der Stadt Eidsvoll in Norwegen und spielen in der höchsten nationalen Liga. Sie sind elffacher norwegischer Meister.
Der Name Eidsvoll 1814s bezieht sich darauf, dass im Jahre 1814 die erste norwegische Verfassung in Eidsvoll ausgerufen und Norwegen durch diesen Akt zum eigenständigen Staat erklärt wurde.

## Geschichte
Gegründet wurden die Eidsvoll 1814s im Jahre 1995 und starteten zunächst in der 2. Liga. 1997 kämpften sich die 1814s als Zweitligist bis ins Halbfinale des Norwegischen Pokals vor und unterlagen erst dort dem Erstligisten Vålerenga Trolls aus Oslo.
Seit dem Jahr 1998 spielen die Eidsvoll 1814s in der ersten Liga und gewannen im Jahr 2001 zum ersten Mal das Endspiel um die norwegische Meisterschaft. Zwischen 2004 und 2010 holten die 1814s sieben Meistertitel in Serie. Den vorerst letzten nationalen Titel holte Eidsvoll 2013. In den Jahren 2014 und 2015 scheiterten sie jeweils im Finale.
Auf europäischer Ebene standen sie im Jahr 2006 erstmals im Finale des EFAF Cups, verloren aber im Endspiel in Graz/Österreich gegen die Turek Graz Giants mit 37:20. 2007 erreichten das Team das Eurobowl-Halbfinale, unterlag aber zuhause den Vienna Vikings mit 16:63. Im Jahr 2008 mussten sie sich bereits im Viertelfinale dem finnischen Vertreter Seinäjoki Crocodiles mit 16:22 geschlagen geben.
Von 2014 bis 2019 erreichte Eidsvoll fünf Mal das Finale und unterlag jeweils. Auch 2022 erreichten die 1814‘s das Finale und gewannen überraschend gegen die favorisierten Oslo Vikings mit 35:28.

## Sonstiges
Mit zwei Senior-Mannschaften und drei Junior-Teams sind die Eidsvoll 1814s der größte Footballverein in Norwegen.